# مردم یغنابی
مردم یَغنابی گروهی قومی ایرانی‌تبار در تاجیکستان هستند که به زبان یغنابی از زبان‌های ایرانی سخن می‌گویند. هم‌اکنون در ۱۶ روستا در درهٔ یغناب و برخی دیگر از مناطق تاجیکستان حدود ۱۱ هزار از یغنابی‌ها به سر می‌برند. زبان آنها از شاخه ایرانی هندواروپایی است یغنابی‌ها به دلیل دور افتاده بودن و کوهستانی بودن محل سکونتشان هنوز زبان و نژاد آریایی خود را حفظ کرده‌اند.
یغناب مانند دیگر مناطق سغدنشین از دیرباز در بسیاری از دوران‌ها بخشی از شاهنشاهی‌های ایران بود. درهٔ یغناب در سال ۱۸۷۰ م. تحت کنترل تزار روسیه الکساندر دوم قرار گرفت. اشتیاق وی برای تسخیر سرزمین‌های پنبه‌خیز در اواخر سدهٔ نوزدهم به تصرف عمدهٔ مناطق بسیاری از آسیای میانه توسط او انجامید. 

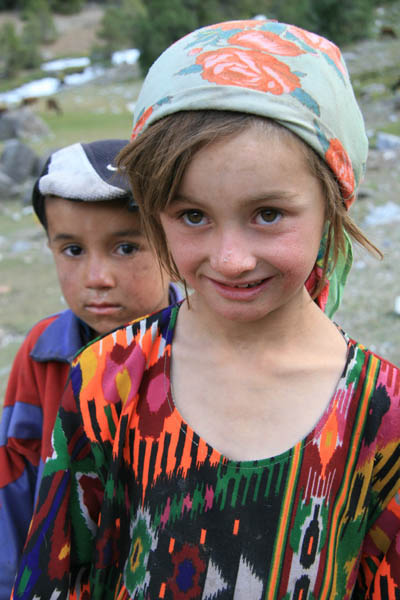
دختر یغنابی

یغناب و بقیهٔ تاجیکستان بعدها بخشی از اتحاد شوروی شد اما به خاطر دورافتادگی یغناب، این منطقه در تمامی آن دوران خودمختاری خود را حفظ کرد تا اینکه در سال ۱۹۷۰ جابجایی اجباری ساکنان آن توسط روس‌ها صورت پذیرفت.

## جمعیت و کوچاندن اجباری
یغنابی‌ها از قدیم در ۳۳ روستای واقع در میانهٔ رشته‌کوه‌های زرافشان و حصار در شمال تاجیکستان به صورت دسته‌جمعی سکونت داشتند. مقامات حزب کمونیست، تاجیکستان در اوایل دههٔ ۱۹۷۰ برای کوچ‌دادن این مردم به مناطق هموار این کشور تصمیم گرفتند. آن‌ها علت این انتقال را خطر بهمن در منطقه برای روستاییان ذکر کردند اما علت اصلی آن فراهم آوردن نیروی کار بیشتر برای کشتزارهای پنبه در ظفرآباد بود. بقایای روستاهای ویران شده آن‌ها در یغناب همچنان وجود دارد.
برای مردم یغنابی این اقدام پیامدهای بسیار بدی داشت. سال‌های ۱۹۷۰ و ۱۹۷۱ تمام اهالی درهٔ یغناب را اجباری توسط بالگرد به دشت میرزاچول به واحد کشاورزی ظفرآباد بردند. آن شرایط جوی برای ساکنان کوهستان بسیار مشکل بود. مدت سه چهار سال بسیاری از مهاجران یغنابی فوت کردند و در محل نو اقامت خود از سنن و زبان خود دور شدند.
پس از سرنگونی اتحاد شوروی و استقلال تاجیکستان یغنابی‌ها بار دیگر اجازه یافتند تا به زادبوم خود بازگردند اما تنها تعداد کمی برای سکونت دائمی به منطقه بازگشتند.
در سال ۱۹۶۹ حدود سه هزار نفر در درهٔ یغناب سکونت داشتند که در ۳۰ روستا متشکل از ۷۵۶ خانهٔ روستایی پراکنده بودند. امروز تنها ۴۰۹ نفر در یغناب زندگی می‌کنند که در ۱۵ روستا سکونت دارند.
پس از کوچ اجباری توسط روس‌ها، بیشتر یغنابی‌های به شهر ظفرآباد در ۱۶۱ کیلومتری جنوب شرقی یغناب منتقل شدند. امروزه در ظفرآباد ۶٬۵۰۰ یغنابی سکونت دارند.
با گذشت زمان بسیاری از آن‌ها نیز به دوشنبه، پایتخت کشور، کوچیده‌اند و در آنجا محله‌های ویژه خود را درست کرده و به یغنابی صحبت می‌کنند. تمامی آن‌ها به فارسی تاجیکی نیز تسلط کامل دارند.

## فرهنگ
روابط ساکنان یغناب از زمان‌های کهن با مردمان سایر سرزمین‌های مجاور فقط در فصل گرما امکان‌پذیر است و در فصل زمستان با بارش برف زیاد و ریزش بهمن رفت‌وآمد به این مناطق قطع می‌شود. چنین وضعی باعث شده‌است تا زبان قدیمی مردم این قسمت از تاجیکستان و بسیاری از آداب و رسوم، سنن و ارزش‌های نیاکان آریایی و ایرانی‌نژادها تا حدی دست نخورده بماند. بامداد نخستین روز عید نوروز پسران و دختران نوجوان یغنابی با لباس‌های نو که به‌طور عمده شاد و از جنس اطلس است درحالی که کیسه‌های کوچک در دست دارند در یکجا تجمع می‌کنند.
در نزدیکی روستای مَرغتیمَین (مَین به معنای روستا است) مزاری وجود دارد که مردم محلی آن را مزار «خواجه گلستان» می‌نامند. در روستای دیگری هم مزار «خواجه بوستان» وجود دارد که گویا برادر «خواجه گلستان» بوده و مزار خواهر او هم در پشت یکی از کوه‌های منطقه است.
در فاصله‌ای نزدیک به روستای «نومیتکان» تنگه‌ای وجود دارد که آن را «دهنه» می‌نامند. در راه به سوی «دهنه» سنگ‌نگاره‌هایی کهن دیده می‌شود؛ نوشته‌ای به خط فارسی و با رنگ سیاه روی سنگی وجود دارد. در «دهنه»، آسیابی آبی و پلی وجود دارد که مردم هنوز از آن‌ها استفاده می‌کنند.
در دره یغناب مکتب یا مدرسه برای کودکان ۱۰ تا ۱۲ ساله به گونه سایر مناطق تاجیکستان وجود ندارد، پسربچه‌ها و دختربچه‌های اینجا در اتاق‌های کوچک تنها تا کلاس چهار درس می‌خوانند. بسیاری از کودکان تا بزرگ شدن زبان فارسی نمی‌دانند.

## نگاره‌ها

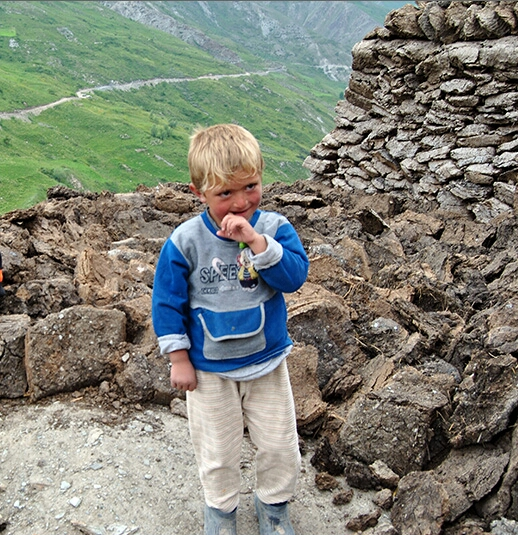
پسر یغنابی
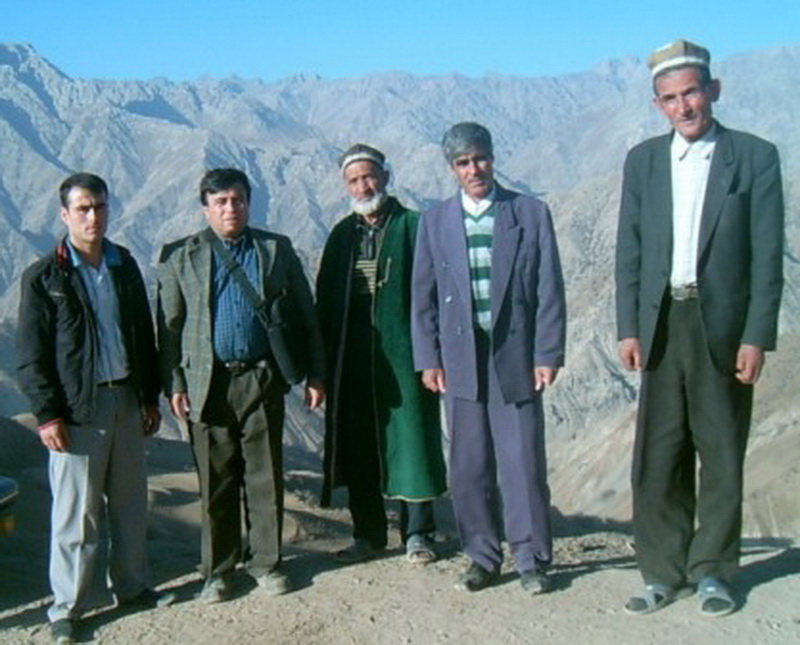
چند مرد یغنابی
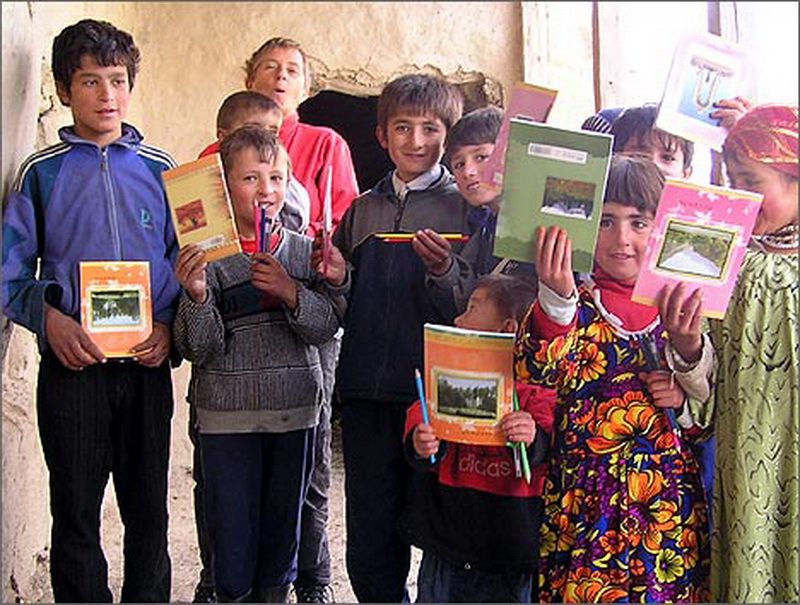
دانش‌آموزان یغنابی